# Swarzędz
Swarzędz (antiguamente Schwersenz) es una localidad polaca del voivodato de Gran Polonia.

## Toponimia
El nombre en polaco es Swarzędz. Antiguamente se llamaba Schwersenz.

## Historia
A mediados del siglo XIX contaba con dos iglesias, una protestante y otra católica, una sinagoga, 370 casas y 2923 habitantes. En la segunda mitad del siglo XIX la localidad pertenecía al Regierungsbezirk de Posen.